# Polona Sepe
Polona Sepe, slovenska filmska režiserka in scenaristka, * 11. maj 1957, Ljubljana, † 19. marec 2019

## Življenjepis
Polona Sepe je končala Gimnazijo Poljane v Ljubljani in študirala filmsko režijo na AGRFT. Že v času srednje šole in študija je imela nekaj literarnih večerov na RŠ in Radiu Ljubljana, sodelovala pa je tudi v alternativnih gledaliških skupinah. Za študijski film »V spomin« je leta 1982 dobila Badjurovo nagrado za najboljšega avtorja študenta in Univerzitetno Prešernovo nagrado leta 1983. Po študiju je najprej delala kot asistentka pri celovečernih filmih in režirala redne krajše in daljše prispevke za izobraževalno redakcijo TVS po scenarijih Katarine Lavš in Teje Bidovec. V tem obdobju je režirala tudi reklame, video spote in predstavitvene filme.
Od leta 1990 je režirala predvsem avtorske projekte po lastnih scenarijih. Uveljavila se je kot scenaristka in režiserka kratkih in dolgometražnih igranih filmov, TV serij, ter animiranih in dokumentarnih filmov, za katere je tudi prejela nagrade.
Leta 2005 je ustanovila sekcijo scenaristov pri DSFU in kot predsednica v letih 2005 do 2007 soorganizirala različne posvete in okrogle mize na temo scenaristike. V letih 2007 – 2010 je delovala tudi kot podpredsednica DSFU in predstavnica za film v IO SUKI (Sindikalna konferenca samostojnih ustvarjalcev na področju kulture in medijev).
Vzporedno s filmsko dejavnostjo se je že od mladih nog ukvarjala tudi s študijem zahodne ezoterike in vzhodnih sistemov joge. Bila je inicirana v zahodne ezoterične šole in tradicionalno linijo krija in tantra joge in je bila mednarodno priznana predavateljica in učiteljica krija, laja, nada in tantra joge. Aktivna je bila tudi v SKC Slovenija in v zahodnih misteričnih šolah. V devetdesetih je ustanovila svojo ezoterično šolo Krija tantra joge in bila prva na Slovenskem, ki je v tistem času pisala članke o tantri.
Bila je hči Mojmira Sepeta in Majde Sepe in vnukinja Franja Schiffrer- Navigina.

## Dela

### Režiserka in scenaristka

#### Kratki filmi
- 1981 - Glas ( AGRFT)- kratek igrano dokumentarni (scenaristka, režiserka, montažerka)
- 1982 -  V spomin (AGRFT)- kratek igrani (scenaristka, režiserka, montažerka)
- 1987 - At the Crossroads (Feniks), predstavitev Ljubljane za kongres ICSID (koscenaristka in režiserka)
- 1988 - Mora (režija Max Osole),kratek igrani (scenaristka)
- 1995 - Strah pred pristajanjem ( Sfinga), kratek igrani film (scenaristka in režiserka)
- 2001 - Kar seješ to žanješ (RTVS, EBU Drama Exchange), kratek igrani (režiserka in scenaristka)
- 2002 - Težave viteza Gabra (RTVS, EBU Drama Exchange), kratek igrani (režiserka in scenaristka)
- 2002 - Leti,leti ženska (Casablanca), kratek irani (režiserka in scenaristka)
- 2003 - Čudodelni urok (RTV Slovenija, EBU Drama Exchange), kratek igrani (režiserka in scenaristka)
- 2004 - Jan in njegov oče (RTVS, EBU Drama Exchange), režija Martin Turk, kratek igrani, (ideja in scenaristična predloga)

#### Animirani filmi
- 2006 -Prdci (Casablanca), kratek animirani film (scenarij in režija)
- 2009 - Deželica Pimpan (Casablanca), animirana serija (scenarij in režija vseh petih delov: Pim in Pan, Veliko rdeče, Pimpan teleban, Oblaki dežjaki, Moj nos ni za tak štos)
- 2010 - Novi Pimpan (Casablanca), animirana serija (scenarij in režija vseh petih delov: Novi Pimpan, Rože morajo dehteti, Čisto poseben dež, Oh te jagode, Tri ribe, )

#### Dokumentarni filmi
- 1987 - Moja mora stanovanjskega izvora (Škuc Forum) - kratek dokumentarno igrani film (režiserka)
- 1992 - Portert dveh režiserk (RTV Slovenija) ,dokumentarni film (režiserka in scenaristka)
- 1995 - Radensko polje med poplavo in sušo (RTV Slovenija) , kratek dokumentarni film (režiserka)
- 2000 - Portret dr. Alenke Šelih (RTV Slovenija), dokumentarni film (režiserka in scenaristka)
- 2002 - Jaz sem pa muzikant  (RTV Slovenija), dokumentarni film (režiserka)
- 2007 - Kamera tukaj in tudi teče (DSFU), dokumentarni film (režiserka in scenaristka)

#### TV oddaje
- 1997 do 1998 - režija humorističnih skečev za razvedrilno oddajo ZOOM (RTV Slovenija)
- 1997 do 1998 - Lahkih nog naokrog (Micom), mladinska oddaja (režija osmih oddaj in scenariji za šest oddaj)
- 1999 do 2001 - Čari začimb (Micom), humoristična kuharska oddaja (postavitev serije, režija prvih desetih oddaj in scenariji za 34 oddaj)
- 2008 - To bo moj poklic (STVA d.o.o.), serija o poklicih ( režija dveh nadaljevanj: Čevljar in Avtokaroserist)

#### TV nanizanke
- 1998 do 1999 -  Razpoke v času (Micom), igrana serija, ( režija šestih nadaljevanj: Divji farovž, Veronika Deseniška , Turško kopito, Jaga Baba , Zmajeva skrivnost , Zakleta graščina. Scenariji za devet nadaljevanj : Turško kopito, Jaga Baba, Zmajeva skrivnost, Zakleta graščina, Ljubezen in smrt, Studenec grenkih solza, Beli menihi, Kačja kraljica , Zvon želja)
- 2005 - Totalna razprodaja (Timaro production), humoristična TV nanizanka (scenarij in režija vseh 10 nadaljevanj: Nasmeh je gratis, Božanske cene, Obdarujmo sebe, Vila iz Srila, Slabo za dobro, Sril ima vas rad, Videz vara nepoučene, Manj daš več veljaš, Z glavo v nabavo, Življenje je smrtno nevarno)

#### Dolgometražni filmi
- 1983 – Nočni čuvaj v živalskem vrtu (RTV Slovenija), adaptacija predstave Ksenije Murari v SMG
- 2004 – Kaj pa gospod Bach (Casablanca), celovečerna igrano-dokumentarna drama (koscenaristka in režiserka)
- 2010 –  Pisma iz Egipta/Ink Tips (Casablanca), celovečerni igrani TV film (scenarij in režija)

#### Odkupljeni scenariji
- 1984 -  Desovila, (Viba film), celovečerni igrani otroški film
- 1997 -  Ogenj (TVS) celovečerna TV drama po noveli Edvarda Kocbeka
- 1999 - scenariji za serijo Razpoke v času za sezono 2000.

### Gledališče
- 1973 - Vetrnica (vodja Vlado Šav), eksperimentalna gledališka skupina – nastopajoča
- 1974 do 1975 - Nomenklatura (Boris A. Novak, Bor Turel), eksperimentalna gledališka skupina - nastopajoča
- 1974 - Vrnitev Pupilije Ferkeverk (režija Tomaž Kralj) - nastopajoča
- 1980 - Kadi se Ilion, Tespisov voz (režija Tomaž Pandur) - nastopajoča

### Asistence pri celovečercih
- 1979 - Iskanja CF, režija Matjaž Klopčič – asistentka režije
- 1980 -  Prestop CF, režija Matija Milčinski – asistentka režije
- 1980 - Nasvidenje v naslednji vojni CF, režija Živojin Pavlovič – asistentka režije
- 1982 - Rdeči boogie CF, režija Karpo Godina – asistentka režije

### Radio
- 1997 -  Kozmični aspirin avtorica radijske igre (predvajana na Radio Ljubljana in RAI Trst)

## Priznanja
- 1982 - Teden slovenskega filma, Badjurova nagrada za najbolj celovitega avtorja študenta za film V spomin
- 1983 - Univerzitetna Prešernova nagrada za film V spomin
- 2007 - Castelli Animati - nagrada publike za animirani film Prdci
- 2007 - Festival slovenskega filma, najboljša animacija Lado Leben za film Prdci
- 2007 - DokMa, lokvanj za najboljši slovenski dolgometražni dokumentarec za Kamera tukaj in tudi teče
- 2006 - Scenarij za celovečerni film Alchemy of Love/Na stopnicah je bil sprejet za razvoj na prestižni delavnici North by Northwest - Classic
- 2007 - Scenarij za Ink Tips (Pisma iz Egipta) je dobil štipendijo Eurowistdom 2007
- 2010 - Pisma iz Egipta - nagrada viktor za najboljši TV igrani film 2010